# ماريوس ديميتريو
ماريوس ديميتريو (باليونانية: Μάριος Δημητρίου) هو لاعب كرة قدم قبرصي في مركز الدفاع، ولد في 25 ديسمبر 1992 في نيقوسيا في قبرص الشمالية. شارك مع منتخب قبرص تحت 21 سنة لكرة القدم. أما مع النوادي، فقد لعب مع نادي أومونيا.

## وصلات خارجية
- ماريوس ديميتريو على موقع الاتحاد الأوربي (الإنجليزية)
- ماريوس ديميتريو على موقع قاعدة بيانات كرة القدم.إي يو (الإنجليزية)
- ماريوس ديميتريو على موقع ناشيونال فوتبول تيمز (الإنجليزية)
- ماريوس ديميتريو على موقع Soccerway.com (الإنجليزية)